# Achyrachaena
Achyrachaena – rodzaj roślin z rodziny astrowatych (Asteraceae). Reprezentuje plemię Madieae z podrodziny Asteroideae. Jest to takson monotypowy obejmujący tylko gatunek Achyrachaena mollis Schauer 1837. Występuje on w północno-zachodniej części Stanów Zjednoczonych oraz w północno-zachodnim Meksyku. Rośnie w zbiorowiskach trawiastych, zwykle w miejscach wilgotnych, na glebie gliniastej.